# Franciszek Kokot
Franciszek Kokot (* 24. November 1929 in Rosenberg O.S., heute Olesno; † 24. Januar 2021 in Chorzów) war ein polnischer Arzt, Nephrologe und Endokrinologe. Er galt als Pionier der Nephrologie in Osteuropa. Er war Vollmitglied der Polnischen Akademie der Wissenschaften.

## Werdegang
Franciszek Kokot wurde in Rosenberg in Oberschlesien (heute Olesno in Polen) geboren. Von 1948 bis 1953 studierte er Medizin an der Schlesischen Medizinischen Universität Kattowitz. Ab 1975 leitete er die Nephrologische Klinik in Zabrze. 1969 wurde er Professor an der Schlesischen Medizinischen Akademie Kattowitz (polnisch Śląska Akademia Medyczna w Katowicach), und von 1982 bis 1984 auch deren Rektor.
Er starb am 24. Januar 2021 im Alter von 91 Jahren in einem Chorzówer Krankenhaus an den Folgen einer COVID-19-Erkrankung.

## Auszeichnungen und Ehrungen
- Ehrenmitglied von 14 europäischen Gesellschaften für Nephrologie
- Franz-Volhard-Medaille der Deutschen Gesellschaft für Nephrologie (1991)
- Mitglied des Ordo Sanctus Silvestri Papae von Papst Johannes Paul II.
- Mitglied des Royal College of Physicians of Edinburgh
- Doktor honoris causa von zehn Universitäten (Breslau, Kattowitz, Stettin, Košice, Lublin, Warschau, Krakau, Łódź, Białystok und Oppeln)